# Nadoes
Nadoes (em grego: Ναδώης) foi um oficial bizantino do século VI, ativo durante o reinado do xá Cosroes I (r. 531–579). No começo de 576, foi enviado em missão diplomática ao césar Tibério II (r. 574–582) em resposta a embaixada de Teodoro para negociar a paz caso Tibério assim o quisesse. Em resposta, Tibério enviou a embaixada liderada por Teodoro.